# Quân phục Quân đội nhân dân Việt Nam

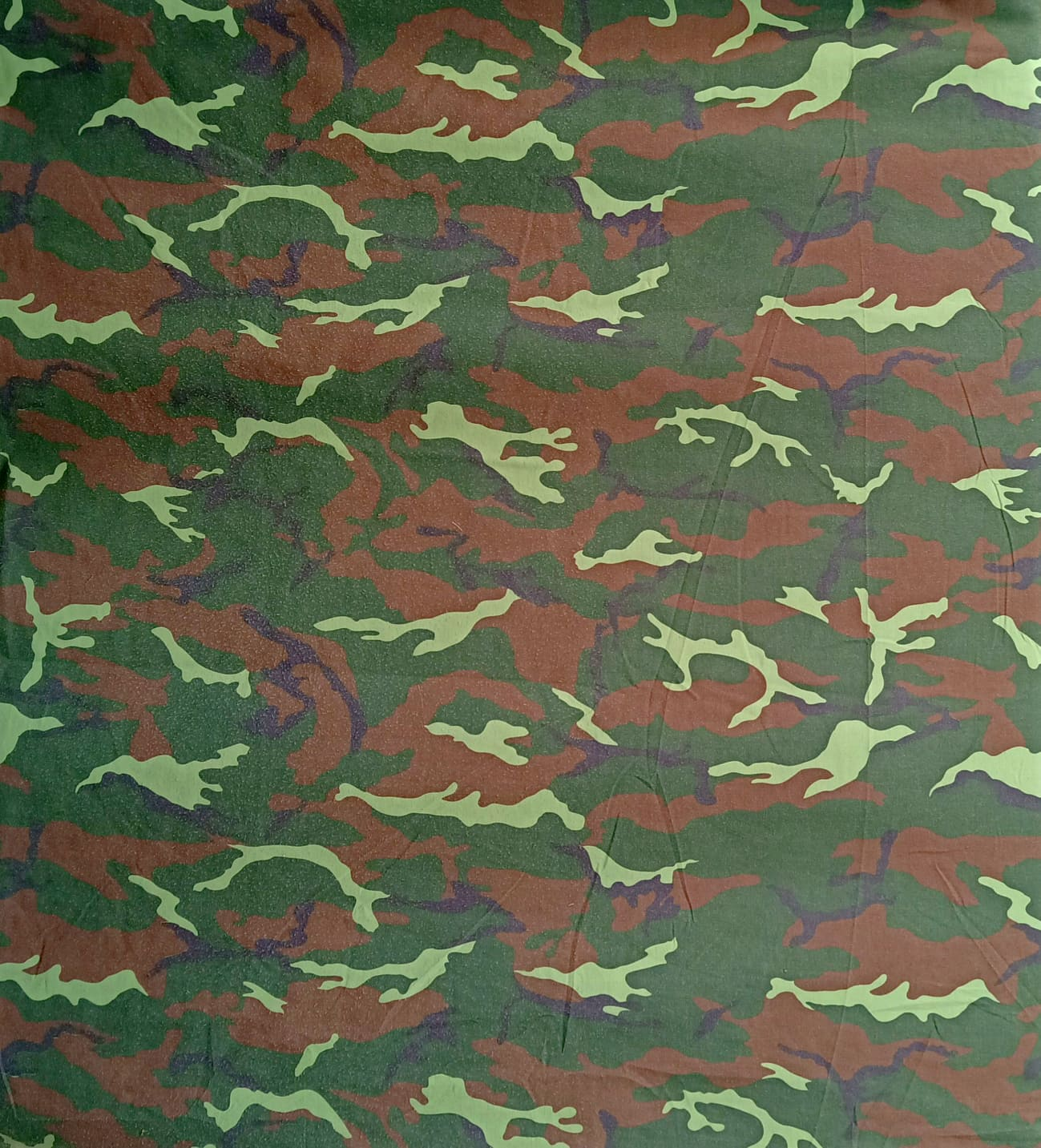
Ảnh chụp thực tế mảnh vải với họa tiết K20 của Quân đội nhân dân Việt Nam, phiên bản màu dành cho Lục quân. Đây cũng là phiên bản được biên chế rộng rãi nhất toàn Quân đội.

Quân phục Quân đội nhân dân Việt Nam là hệ thống trang phục cho chiến sĩ và sĩ quan các cấp trong các quân chủng, binh chủng thuộc Quân đội nhân dân Việt Nam.
Trước yêu cầu đặc thù của các hoạt động quân sự và xây dựng Quân đội nhân dân Việt Nam trong giai đoạn cách mạng mới, từng bước hiện đại và hội nhập quốc tế nên Bộ Quốc phòng đã nhiều lần đưa ra chủ trương cải tiến quân phục cho phù hợp và đã được phê duyệt.

## Lịch sử

### Năm 1944
Dưới sự lãnh đạo của Đảng Cộng sản Đông Dương ngày 22 tháng 12, tại khu rừng nằm giữa hai tổng Trần Hưng Đạo và Hoàng Hoa Thám chiến khu Việt Bắc, Đội Việt Nam Tuyên truyền Giải phóng Quân được thành lập. Đây là những chiến sĩ cách mạng đã sớm giác ngộ, với quân số 34 người, những người đầu tiên của lực lượng vũ trang chính quy của Đảng. Thời điểm này Việt Nam Tuyên truyền Giải phóng quân chưa có đồng phục chính quy. Mỗi chiến sĩ mang trang phục tùy ý theo thói quen và sở thích.
Vừa chiến đấu, vừa xây dựng lực lượng, tình hình trang phục của quân đội này biến chuyển tùy thuộc sự ủng hộ của nhân dân và tùy thuộc những chiến lợi phẩm thu được của địch sau mỗi trận đánh thắng. Do đó ngoài quần áo thường, có khi các đội viên còn mặc cả quần áo lính tập, quần áo lính hoặc sĩ quan thu được của Pháp, Nhật...

### Năm 1945
Hiện tượng trên kéo dài cho tới ngày Tổng khởi nghĩa thắng lợi. Để ra mắt nhân dân Thủ đô Hà Nội, chào mừng ngày lễ Độc lập (2-9). Đội Việt Nam tuyên truyền Giải phóng quân từ chiến khu về Hà Nội đã được trang bị đồng bộ.
Nam: áo sơ mi cộc tay, vạt áo bỏ trong quần. Mặc quần soóc, thắt lưng da to bản. Chân đi giầy da ngắn cổ. Đội mũ cát màu trắng.
Nữ: áo sơ mi cộc tay, có túi ở ngực, thắt lưng da to bản. Mặc quần vải màu đen, gấu quần túm gọn. Đi giầy ba ta. Tóc cặp gọn. Đội mũ rộng vành màu chàm.
Đã giành được chính quyền, nhưng vấn đề trang phục quân đội vẫn chưa được quy định, sự trang bị tùy thuộc khả năng của từng đơn vị, từng địa phương.
Riêng ở Hà Nội, các chiến sĩ Vệ quốc quân (đa số là thị dân, học sinh, công nhân) mặc rất đẹp. Áo sơ mi, quần bó ống, đi giầy da cổ thấp. Đặc biệt là có loại mũ ca lô vải màu vàng hay bằng dạ tím than, đội lệch trên đầu. Trước mũ đính một ngôi sao vàng trên nền đỏ hình tròn. Tự vệ chiến đấu thành đeo sao vàng, nền đỏ hình vuông.
Đối với cán bộ chỉ huy, quân hiệu còn thêu thêm một vành chỉ màu vàng cho các cấp tiểu đội trưởng, trung đội trưởng, đại đội trưởng từ cấp chi đội trưởng thêu bằng chỉ kim tuyến (vàng).
Cấp phó thêu một vành bằng chỉ màu trắng, từ cấp chi đội phó thêu bằng chỉ ngân tuyến.
Ngoài ra, còn có cấp hiệu hình chữ nhật (5cm x 2cm) gài ở túi ngực bên trái. Cấp hiệu, nền bằng vải màu đỏ, ở giữa thêu sao màu trắng. Cấp cán bộ tiểu đội: 1 sao, trung đội: 2 sao, đại đội: 3 sao, chi đội: 4 sao.
Cấp trưởng thêu vành vàng, cấp phó thêu vành trắng.

### Năm 1946
Ngày 19-12, ngày Toàn quốc kháng chiến chống thực dân Pháp xâm lược. Các lực lượng vũ trang tản vào dân, dựa vào dân, mặc như dân. Ở miền Bắc, miền Trung chủ yếu mặc vải nâu: Áo cánh có hai túi, quần ta buộc túm ống (do đó có tên gọi bộ đội là Vệ túm). Có người mặc sơ-mi, quần Âu. Mũ nón, giầy dép có gì dùng vậy. Có người đi chân đất. Cán bộ mặc thêm áo blu-dông, áo vét Ca-na-điêng, áo va-rơi... tùy theo khả năng tự túc. Chiến sĩ khu V, mặc áo cánh, quần ta màu tro xám bằng vải Sita. Miền Nam thường mặc áo bà ba đen, quần đùi do đặc điểm thời tiết nóng và do phải hoạt động trong địa hình Nam Bộ nhiều kênh rạch, sình lầy.
Phù hiệu đính trên mũ hình tròn:
- Chiến sĩ: mầu quốc kỳ
- Hạ sĩ quan: thêm vành bạc
- Sĩ quan cấp úy & tá: thêm vành vàng tròn
- Sĩ quan cấp tướng: vành vàng với hai cành tùng vàng buộc vào nhau ở phía dưới.

### Năm 1947
Cuối năm, xuất hiện chiếc áo trấn thủ trong quân đội. Áo trấn thủ rất đơn giản, ngắn đến thắt lưng, cổ tròn, không có tay áo. Gồm có hai mảnh: mảnh trước và mảnh sau, nối liền nhau ở cạnh sườn và một bên vai. Còn cạnh sườn và trên vai bên kia thì cài cúc. Mỗi mảnh áo may hai lần vải, ở giữa nhồi bông, chần hình quả trám. Áo gọn gàng, giữ nhiệt tốt. Những năm kháng chiến gian khổ thiếu bông, có thời kỳ phải dùng lông vịt hay vỏ cây sui đập giập, phơi khô thay bông. Cúc áo cũng thiếu, phải dùng dây vải buộc hoặc làm cúc bằng giấy ép tẩm sơn.
Tấm áo trấn thủ đã trở thành một điển hình khi ta nói tới anh bộ đội thời kỳ kháng chiến chống Pháp. Thêm vào đó, không thể không nhắc tới chiếc mũ đan bằng tre, hoặc làm bằng lá cọ nhưng có đặc điểm là bọc vải trùm cả vành mũ, bên ngoài phủ một tấm lưới có giắt rải rác những miếng vải dù hoa xé nhỏ để ngụy trang. Có trường hợp mũ chỉ bọc vải dù. Dưới chân đi dép cao su.
Đôi dép cao su này từ khu 4 trở ra được gọi là dép Bình Trị Thiên. Đây là một sáng tạo có giá trị lịch sử, cung cấp giày cho quân, dân Việt Nam suốt thời gian kháng chiến chống Pháp và mãi về sau này. Chiến sĩ Việt Nam lấy lốp xe, đo chân cắt thành đế dép, dùi 8 lỗ để xỏ quai bằng săm ô tô (cao su đen): hai quai chéo phía trên, hai quai ngang phía dưới làm quai hậu và quai vàng. Bề ngang các quai khoảng 1cm. Một đôi dép rất đơn giản, dùng được trong mọi điều kiện nắng, mưa, lội nước, đạp gai v.v... Bộ đội, nhân dân đang thiếu giày dép, đa số đi chân đất rất thích sử dụng dép cao su với giá thành rẻ.
Dép lên đến Việt Bắc được cải tiến: hai quai chéo làm to bản ra và được đóng đinh tre thêm cho đỡ tuột.

### Năm 1950
Từng bước bộ đội được trang bị đồng bộ: áo sơ-mi hai túi, có cầu vai, quần Âu, ở gấu quần có khuy và khuyết để cài túm lại cho gọn gàng. Cả bộ màu xanh lá hay màu cỏ úa. Đi giầy vải xanh, đế cao su. Nhiều người vẫn đi dép cao su.

### Năm 1952
Ở chiến dịch Tây Bắc, để chống cái rét của vùng rừng núi, bộ đội được phát áo trấn thủ. Ngoài ra, do thu được nhiều dù chiến lợi phẩm, mỗi người thường dùng một miếng dù to, khi hành quân thì ngụy trang, trời rét thì quàng cổ, đêm ngủ thì làm chăn đắp.

### Năm 1953
Quân đội nhân dân Việt Nam bắt đầu được trang bị quân phục thống nhất.

### Năm 1954
Đến ngày tiếp quản Thủ đô (10-1954), đa số đã được mặc đồng phục.
- Chiến sĩ: áo sơ-mi tay dài, cổ đứng, hai túi ngực có nắp, vai đệm thêm vải và may 32 đường chỉ cho bền, thắt lưng vải ra ngoài, quần Âu, mũ cối, giầy vải đế cao su, tất cả mầu xanh lá. Mặc áo sơ-mi thường phải sơ vin trong quần.

- Sĩ quan trung cấp: như chiến sĩ, nhưng áo có bốn túi trong, nắp ngoài, không có đệm vai, không thắt lưng ra ngoài áo.
- Sĩ quan cao cấp: như sĩ quan trung cấp, nhưng dùng vải ga-ba-đin, mũ kê-pi.

Quân hiệu hình tròn, đường kính 33mm, nền màu đỏ tươi, ở giữa là ngôi sao vàng 5 cánh nổi, không có nửa bánh xe với 5 răng và hai bông lúa màu vàng. Vành ngoài quân hiệu màu vàng.

### Năm 1958
Bắt đầu có trang phục, quân hiệu, cấp hiệu, phù hiệu của Lục quân, Không quân, Hải quân.
- Lục quân: Áo sơ-mi tay dài, cổ đứng, hai túi ngực có nắp, vai đệm thêm vải và may 32 đường chỉ cho bền, thắt lưng vải ra ngoài, quần Âu, mũ cối (đối với sĩ quan đội mũ mềm hoặc mũ kê-pi, áo chít gấu), giầy vải đế cao su, tất cả mầu xanh lá. Mặc áo sơ-mi thường phải sơ vin trong quần. Quân hiệu hình tròn, nền đỏ, ở giữa là ngôi sao vàng nổi. Phía dưới có hình nửa bánh răng, và hai bông lúa vươn lên bao quanh ngôi sao. Vành ngoài màu vàng.

- Không quân: Áo chít gấu, hai túi ngực có nắp, màu xanh lá mạ, quần mầu xanh lam, đi giầy vải (sĩ quan đi giầy da), đội mũ kê-pi hoặc mũ cối (đôi khi mũ mềm, với phi công đội mũ bay). Quân hiệu hình tròn, nền xanh da trời, ở giữa là ngôi sao vàng nổi đè lên hình đôi cánh chim bạc. Phía dưới có hình nửa bánh răng, và hai bông lúa vươn lên bao quanh ngôi sao. Vành ngoài màu vàng.

- Hải quân: Áo sơ mi trắng, vải dày, cổ chui, cổ áo liền yếm, ngoài ra còn có một yếm trắng đệm trong cổ áo phía trước với 5 đường kẻ mầu tím than tượng trưng cho sóng nước. Quần mầu tím than. Đội mũ vải trắng có vành da mầu xanh nước biển thêu dòng chữ Hải quân Việt Nam mầu vàng, và hai dải vải mầu xanh nước biển buông về phía sau hoặc mũ cối (đối với sĩ quan đội mũ kê-pi hoặc mũ mềm, áo chít gấu, hai túi ngực có nắp, màu trắng, quần mầu xanh tím than). Quân hiệu hình tròn, nền tím than, ở giữa là ngôi sao vàng nổi đè lên hình mỏ neo đỏ. Phía dưới có hình nửa bánh răng, và hai bông lúa vươn lên bao quanh ngôi sao. Vành ngoài màu vàng.

Cấp hiệu của các quân chủng đều nền màu vàng, viền chung quanh theo màu nền của từng loại quân hiệu. Cấp hiệu đeo ở cầu vai. Phù hiệu, nền theo màu của từng quân chủng, có các hình tượng trưng theo từng loại binh chủng. Phù hiệu đeo ở ve áo. 
Hình ảnh anh bộ đội thời kỳ chiến tranh Đông Dương lần 1 được tô đậm nét cùng với tấm áo trấn thủ điển hình thì chiếc mũ tai bèo thời chiến tranh Việt Nam lại là tượng trưng cho lực lượng MTGP. Lính MTGP quân mặc áo sơ mi, quần Âu vải xanh lá, đi giầy vải, đội mũ tai bèo. Mũ tai bèo là một loại mũ vải màu xanh lá, vành mũ tròn và mềm giống như cánh bèo, bên cạnh đó họ còn thường khoác một mảnh vải dù hoa để ngụy trang. Quân hiệu hình tròn, nền nửa trên đỏ nửa dưới màu xanh da trời, ở giữa là ngôi sao vàng nổi. Phía dưới có hình nửa bánh răng, và hai bông lúa vươn lên bao quanh ngôi sao. Vành ngoài màu vàng.
Ngoài những bộ trang phục thường dùng, ngành quân trang còn nghiên cứu sáng tạo ra nhiều bộ quần áo mới để góp phần giải quyết những vấn đề về quân sự trong cuộc đụng độ với một kẻ thù có một tiềm lực to lớn, có những phương tiện vũ khí hiện đại đặc biệt. Tuy đây không phải là trang phục chính quy nhưng những trang phục này có ý nghĩa lịch sử, góp phần vào những chiến công oanh liệt vang dội hoàn cầu. Đó là những quân trang nghiệp vụ.
Bộ quần áo bay của phi công lái máy bay do ngành quân trang Việt Nam sản xuất, được mặc ra ngoài bộ quần áo cao áp, được may theo qui cách riêng, phù hợp với đặc tính chiến đấu của quân đội Việt Nam, tạo điều kiện thuận lợi sử dụng những thiết bị mang theo người gọn nhẹ: quần 6 túi, áo 10 túi, kiểu may mang những nét dân tộc để khi nhảy dù không lẫn với phi công của địch. Áo phao cho các chiến sĩ đặc công thủy: May theo kiểu áo cộc tay, hai lần vải, ở giữa chứa hạt xốp có tác dụng làm nổi người, nhất là đối với những trường hợp chiến sĩ đuối sức, hay bị ngất đi trong khi làm nhiệm vụ dưới nước. 
Áo giáp: trên cơ sở áo trấn thủ hai lượt vải, giữa áo giáp có đặt các miếng kim loại hoặc buộc ở ngoài áo nhiều miếng kim loại xếp chồng lên nhau như vẩy tê tê hay mái ngói, có tác dụng chống mảnh đạn hay bom bi của địch. Áo giáp ngắn cho chiến sĩ lái xe ô tô. Áo giáp dài cho chiến sĩ đứng ở điểm chốt đếm bom rơi hay báo động. Áo này nặng đến 27kg. 

### Năm 1982
Trang phục được quy định để áp dụng thống nhất trong toàn quân gọi là quân phục K82. Quân phục K82 có kiểu để mặc trong mùa hè, mùa thu, có kiểu để mặc trong mùa đông, mùa xuân, có kiểu dùng cho sĩ quan, chuẩn úy, quân nhân chuyên nghiệp, hạ sĩ quan, binh sĩ, học viên nam và nữ, có kiểu của bộ đội Hải quân, có kiểu dùng cho lực lượng làm nhiệm vụ riêng biệt. Khi làm việc, học tập, hội họp bình thường ở trong nước, sĩ quan chuẩn úy, quân nhân chuyên nghiệp và nữ, mùa hè, mùa thu nam mặc áo chít gấu, dài tay, cổ đứng, hoặc áo chít gấu, ngắn tay, cổ bẻ. Nữ mặc áo dài tay cổ đứng hoặc áo dài tay cổ bẻ không có áo ngắn tay. Cả hai loại đều có 2 túi ngực may ngoài, nắp túi lượn. Mặc quần dài. Đeo quân hàm kết hợp. Đi giầy hoặc đi dép, khi cần thiết có thể đi ủng. Đội mũ cứng hoặc mũ mềm. Về quần, nói chung là một kiểu thống nhất. Về chất liệu, tùy theo cấp bậc, có những loại vải khác nhau. Về qui cách mặc, về trường hợp sử dụng như khi làm việc, khi hội họp, khi dự lễ, khi đi nước ngoài... đều được quy định. Đi công tác, học tập, hội họp, công tác ở nước ngoài, sĩ quan hoặc chuẩn úy kể cả quân nhân chuyên nghiệp và nữ, mặc quân phục K82.
Mùa đông, mùa xuân, mặc quân phục K82 đồng bộ cùng một loại vải, theo màu của từng quân chủng. Áo sơ mi trong cổ đứng, màu quân phục (không mặc màu khác). Đeo cà vạt màu rêu thẫm. Áo ngoài cổ bẻ, có 4 túi nổi, nắp lượn. Quần như kiểu mùa hè. Đeo quân hàm kết hợp. Đội mũ mềm hoặc mũ cứng, mũ kê-pi, ở vùng rét nhiều có thể đội mũ bông. Đi giầy. Lúc rét, có thể mặc áo khoác dài K82, chỉ đeo quân hàm kết hợp. Khi mặc áo khoác, áo mưa có dây thắt bên ngoài, phải thắt và cài ngay ngắn về phía trước. Đối với nữ, (gồm tất cả các quân chủng), mặc quân phục K82 của nữ. Áo hai túi ngực có nắp lượn, chiết ly eo, gấu áo to, tay áo măng sét, cài khuy.
Riêng bộ đội Hải quân, mặc áo sơ-mi màu trắng hoặc màu ghi nhạt trong áo quân phục mùa đông K82, đeo cà vạt màu tím than. Bộ đội Hải quân lục chiến mặc theo kiểu và màu quân phục bộ binh, đeo quân hàm kết hợp màu tím than, có hình phù hiệu Hải quân đánh bộ. Bộ đội Không quân của Hải quân mặc theo kiểu và màu quân phục Không quân, mang quân hàm kết hợp màu tím than, có hình phù hiệu Không quân. Nếu là bộ đội Hải quân, mặc quân phục kiểu áo có yếm theo từng mùa. Mang quân hàm vuông ở đầu bả vai. Đội mũ cứng hoặc mũ mềm màu xanh tím than. Mũ (có dải) cả hai mùa đều màu trắng chỉ dùng trong nghi lễ và hội họp long trọng. Trên mũ này có quân hiệu và chữ "Hải quân Việt Nam" màu vàng. Đi giầy hoặc đi dép, khi cần thiết có thể đi ủng. Học viên Hải quân, mặc như quân phục học viên bộ binh nhưng theo màu Hải quân tùy theo từng mùa, mùa hè màu trắng còn mùa đông màu tím than. Hải quân đánh bộ, mặc như kiểu và màu quân phục bộ binh (màu xanh lá), mang quân hàm kết hợp màu tím than của Hải quân, có hình phù hiệu Hải quân đánh bộ. Bộ đội Không quân của Hải quân mặc theo kiểu và màu quân phục Không quân. Mang quân hàm kết hợp màu tím than của Hải quân, có hình phù hiệu Không quân. Đội mũ cứng hoặc mũ mềm màu tím than. Đi giầy hoặc đi dép, khi cần thiết có thể đi ủng.
Hạ sĩ quan, binh sĩ và học viên chưa phải là hạ sĩ quan hoặc chuẩn úy, là nam, mặc quân phục K82 chiến sĩ, áo trùm mông, hai túi ngực có nắp lượn, cổ cài kín ống tay có cài khuy, vạt áo bỏ ngoài quần, thắt lưng to bên ngoài. Khi mặc quân phục kiểu áo sơ-mi và áo kiểu của Hải quân, vạt áo bỏ trong quần, thắt lưng nhỏ bên ngoài. Mang quân hàm kết hợp, đội mũ cứng hoặc mũ mềm. Ở vùng rét nhiều, có thể đội mũ bông. Đi giầy hoặc đi dép, khi cần thiết có thể đi ủng. Hạ sĩ quan, binh sĩ và học viên chưa phải là sĩ quan hoặc chuẩn úy, mặc quân phục K82 như ở trong nước, mang quân hàm vai, phù hiệu có hình quân chủng binh chủng hoặc ngành chuyên môn. Đội mũ kê-pi, đi giầy, đeo cuống huân chương. Đeo quân hàm kết hợp, đội mũ cứng hoặc mũ mềm, ở vùng rét nhiều có thể đội mũ bông. Đi giầy hoặc đi dép. Các lực lượng làm nhiệm vụ riêng biệt, khi công tác, học tập, hội họp bình thường mặc quân phục thường dùng theo từng mùa như quy định ở trên. Còn khi làm công tác nghiệp vụ, bộ đội gác Lăng và bảo vệ khu Bảo tàng Hồ Chí Minh, bộ đội danh dự của Bộ và Quân nhạc, mặc quân phục K82 màu trắng có viền đỏ ở vành mũ kê-pi, ở ve áo, ngoài và nẹp dọc quần. Mũ kê-pi có dây màu vàng. Cúc áo nổi màu vàng có ngôi sao giữa hai bông lúa. Áo sơ mi trong của bộ đội gác Lăng và bộ đội bảo vệ khu Bảo tàng Hồ Chí Minh màu trắng, của bộ đội danh dự và quân nhạc màu cỏ úa, cà vạt màu rêu thẫm. Khi hòa nhạc hoặc phục vụ lễ tang, quân nhạc mặc áo sơ mi trắng, đeo cà vạt đen. Văn công quân đội mặc quân phục khi biểu diễn văn nghệ.
Các đơn vị chuyên môn như lái máy bay, lái xe tăng, xe bọc thép, thợ máy, bộ đội đặc công, quân y... khi luyện tập, hoạt động, công tác theo nghiệp vụ chuyên môn nào thì mặc trang phục nghiệp vụ đó. Các lực lượng cảnh vệ, canh gác các cơ quan Trung ương Đảng, Nhà nước, Bộ Quốc phòng, các cơ quan Bộ tư lệnh Quân khu, Quân đoàn, Binh đoàn Quân chủng, Binh chủng, các Học viện và trường thuộc Bộ, các lực lượng kiểm soát quân sự chuyên nghiệp làm nhiệm vụ mặc quân phục K82 có thắt lưng to bên ngoài. Ban ngày mang quân hàm vai, phù hiệu có hình quân chủng, binh chủng hoặc ngành chuyên môn, đội mũ kê-pi, đi giầy. Ban đêm đội mũ cối hoặc mũ mềm, mang quân hàm kết hợp.
Khi nóng, mặc quân phục hè theo màu của từng quân chủng, áo chít gấu dài tay, cổ cứng, mang quân hàm vai, đeo phù hiệu ở ve áo, đội mũ kê-pi, đi giầy da, đeo cuống huân chương. Khi rét, mặc quân phục đông đồng bộ theo màu của từng quân chủng. Áo sơ mi trong cổ cứng, quân phục, cà vạt màu rêu thẫm, mang quân hàm vai. Ve áo của cấp tướng, đeo cành tùng và một ngôi sao màu vàng, của cấp tá và cấp úy đeo phù hiệu có quân chủng, binh chủng hoặc ngành chuyên môn. Đội mũ kê-pi của cấp tướng có cành tùng kép màu vàng bao quanh quân hiệu, và dây màu vàng, của cấp tá có dây màu vàng, của cấp úy không có dây màu vàng. Riêng mũ kê-pi của sĩ quan Hải quân vành mũ màu trắng, thành mũ màu xanh tím than (cả hai mùa). Đi giày da, đeo cuống huân chương. Khi rét, mặc áo khoác ngoài kiểu K82, đeo quân hàm vai, ve áo cấp tướng có cành tùng và một ngôi sao vàng, của cấp tá đeo nền phù hiệu quân chủng, binh chủng hoặc ngành chuyên môn. Sĩ quan cấp tướng và cấp tá, lúc rét có thể mặc áo khoác K82, đeo quân hàm vai. Mùa hè, có thể mặc áo chít gấu cổ bẻ, mang quân hàm vai, đeo phù hiệu quân chủng, binh chủng hoặc ngành chuyên môn.
Khi dự đại lễ, đối với cấp tướng: mặc lễ phục mùa hè màu xám nhạt, mùa đông màu cỏ úa thẫm, áo ngoài cổ bẻ, cúc áo màu vàng hình quốc huy, hai túi dưới chìm, cổ áo có viền theo màu của từng quân chủng và bộ đội biên phòng, trên ve áo có cành tùng và một ngôi sao vàng. Áo sơ mi trắng, cổ đứng dài tay, cà vạt đen. Đeo quân hàm vai. Đội mũ kê-pi viền đỏ, có cành tùng kép màu vàng bao quanh chân hiệu, dây màu vàng. Quần như quân phục thường. Giầy da mầu đen. Cấp tá, lễ phục, màu và hình thức như của cấp tướng. Chỉ khác: mũ kê-pi không có cành tùng bao quanh quân hiệu. Ve áo chỉ có cánh tùng không có ngôi sao vàng. Cúc áo hình sao có hai bông lúa. Cấp úy, mặc quân phục đông K82 đồng bộ. Hạ sĩ quan, binh sĩ, học viên hoặc chuẩn úy: mặc quân phục K82 chiến sĩ, mang quân hàm cầu vai, đeo phù hiệu quân chủng, binh chủng hoặc ngành chuyên môn. Đội mũ cối hoặc mũ kê-pi, đi giầy. Quân nhân dự lễ đeo huân chương, huy chương và huy hiệu đã được tặng thưởng.
Khi dự tiểu lễ hoặc hội họp long trọng trong và ngoài nước: Sĩ quan và chuẩn úy kể cả quân nhân chuyên nghiệp mặc quân phục hè thu, áo chít gấu ngắn tay cổ bẻ (không đeo cà vạt) mang quân hàm vai, đeo phù hiệu ở ve cổ áo. Trường hợp mặc áo chít gấu dài tay, cổ đứng, không đeo cà vạt, mở cúc cổ áo, mang quân hàm và phù hiệu như khi mặc áo cổ bẻ, có thể xắn tay áo trên khuỷu tay, gấp nếp ngay ngắn. Quân nhân dự tiểu lễ hoặc hội họp long trọng, đeo cuống huân chương, huy chương và huy hiệu được tặng thưởng. Khi đi công tác, học tập ở nước ngoài lúc nóng bức có thể mặc áo chít gấu dài tay, cổ đứng, đeo cà vạt, mang quân hàm vai. Khi thắt cà vạt thì không đeo phù hiệu. Hạ sĩ quan, binh sĩ, học viên chưa phải là sĩ quan hoặc chuẩn úy mặc quân phục K82 chiến sĩ đeo quân hàm cầu vai, đeo phù hiệu có hình quân chủng, binh chủng hoặc ngành chuyên môn. Đội mũ cối hoặc mũ kê-pi, đi giầy.
So với các kiểu cũ, quân phục K82 là trang phục quân đội đã đạt được mức độ khá hoàn chỉnh thống nhất hơn cả. Tuy có sự tham khảo, học tập các kiểu quân phục nước ngoài, nhưng quân phục K82 không rập khuôn máy móc, mà vẫn tự định cho mình một kiểu cách riêng phù hợp với yêu cầu về thực dụng, thực tế, thẩm mỹ của Quân đội nhân dân Việt Nam.

### Năm 1994
Quân phục K94 là mẫu ngụy trang chính thức đầu tiên của Quân đội nhân dân Việt Nam được áp dụng từ cuối thập niên 1990 với họa tiết rằn ri tiger stripe pha thêm các mảng ngụy trang hình lá. Đây là một mẫu camo ngụy trang rất tốt so với thời đó, nhưng số lượng sản xuất quá nhỏ để cấp phát toàn quân.
Hơn nữa, quân phục K94 cũng là mẫu quân phục dành cho sĩ quan, được phát triển từ mẫu K82.

### Năm 2003
Quân phục K03 ra đời, dành cho hạ sĩ quan và chiến sĩ, màu xanh lá (với không quân màu xanh cỏ úa, đến năm 2008 màu xanh lam thẫm), cổ bẻ. Khi mặc, áo thường sơ vin trong quần.

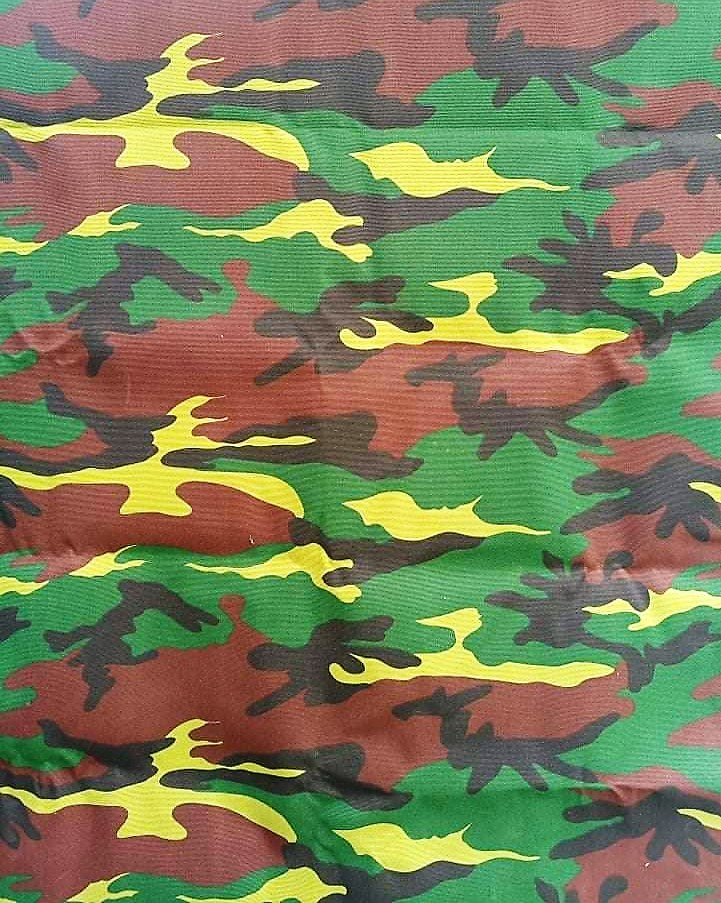
Mẫu họa tiết K07 Lục quân

### Năm 2007
Quân phục K07 ra đời, là quân phục rằn ri may theo kiểu BDU (Battle Dress Uniform) sử dụng hoạ tiết Woodland, quân hiệu trên mũ, sao và vạch trên quân hàm kết hợp sử dụng chất liệu kim loại, dùng để học tập ở thao trường.

### Năm 2009
Ngày 30 tháng 4, mẫu trang phục K-08 dành cho sĩ quan đã được một số cơ quan, đơn vị Bộ Quốc phòng mặc thử nghiệm, đã được các cấp thủ trưởng đánh giá cao, nhận được sự ủng hộ, đồng thuận của lực lượng. Quân hiệu hình tròn, ở giữa có ngôi sao năm cánh nổi mầu vàng trên nền mầu đỏ, xung quanh có hai bông lúa mầu vàng đặt trên viền đỏ tươi (với cảnh sát biển màu xanh lục thẫm), phía dưới hai bông lúa có hình nửa bánh răng mầu vàng, vành ngoài quân hiệu mầu vàng, dập liền với cành tùng kép mầu vàng (riêng lực lượng cảnh sát biển có dòng chữ "CSB" màu đỏ ở vị trí giao thoa giữa hai cành tùng). Xuất hiện mũ mềm của sĩ quan nữ. Ngày 22 tháng 12, trang phục sĩ quan kiểu K-08 được mặc thống nhất trong toàn quân, đúng vào thời gian đánh dấu mốc son chặng đường 65 năm ngày truyền thống vẻ vang của Quân đội nhân dân Việt Nam theo Quyết định số 109/2009/QĐ-TTg ngày 26 tháng 8 năm 2009 của Thủ tướng Chính phủ quy định về quân hiệu, cấp hiệu, phù hiệu, lễ phục.

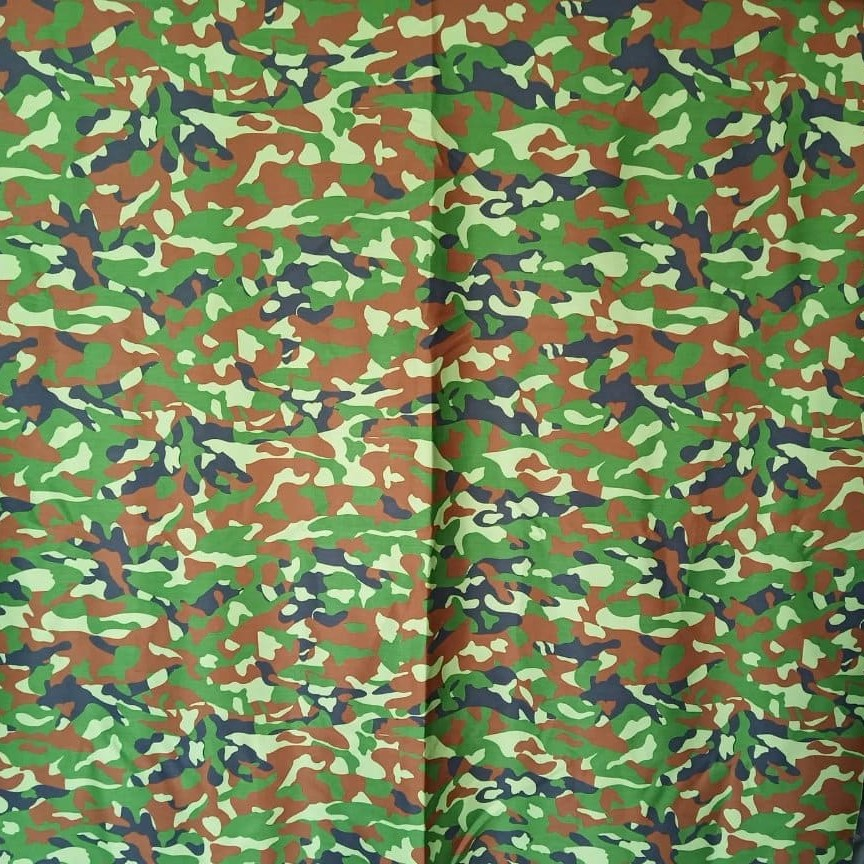
Mẫu họa tiết K17 Lục quân

### Năm 2017
Quân phục K17 ra đời, cũng là quân phục rằn ri nhưng quân hiệu trên mũ; sao, vạch sử dụng chất liệu chỉ thêu và quân hàm kết hợp phù hiệu quân binh chủng dạng verclo dán, dùng để học tập ở thao trường.

### Năm 2020

Mẫu họa tiết K20 Lục quân

Quân phục dã chiến K20 sử dụng hoạ tiết ERDL chính thức được lựa chọn và dự kiến sẽ được trang bị đại trà.

### Năm 2024
Ngày 01 tháng 03 Chính phủ ban hành nghị định sửa đổi bổ sung một số điều quy định quân hiệu, cấp hiệu, phù hiệu và trang phục quân đội theo đề xuất thiết kế trang phục sĩ quan kiểu K-24 của Bộ Quốc phòng

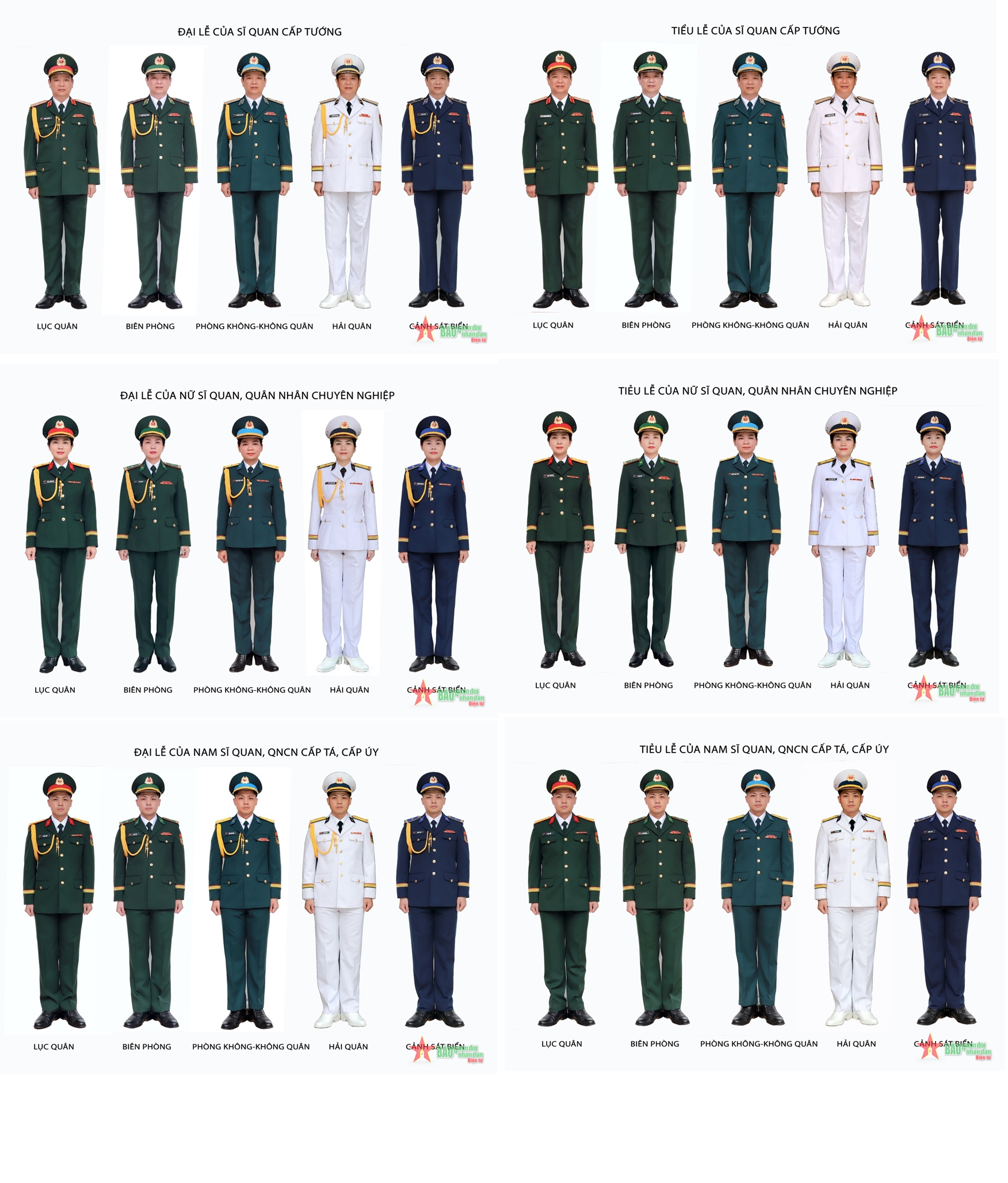
Mẫu lễ phục của quân đội K24